# Mentophilonthus centrafricanus
Mentophilonthus centrafricanus – gatunek chrząszcza z rodziny kusakowatych i podrodziny Staphylininae.
Gatunek ten został opisany w 1980 roku przez L. Levasseura, który jako miejsce typowe wskazał Bangoran w RŚA. W 2009 roku Lubomír Hromádka dokonał jego redeskrypcji.
Kusak o ciele długości od 6,8 do 7,1 mm. Głowa czarna z rudobrązowymi panewkami czułków i ciemnobrązowymi żuwaczkami i wargą górną. Czułki dwubarwne: brązowożółte i ciemnobrązowe. Przedplecze czarnobrązowe; w każdym z jego rowków grzbietowych po dwa punkty. Pokrywy czarne z żółtobrązowymi epipleurami i tylnym brzegiem. Szczeciny na pokrywach ceglaste, a punktowanie bardzo gęste i delikatne. Odwłok czarny ze złotym połyskiem i rudymi tylnymi krawędziami czterech początkowych tergitów. Odnóża brązowożółte.
Chrząszcz afrotropikalny, znany wyłącznie z Republiki Środkowoafrykańskiej, Ghany, Botswany, Zambii, Namibii i RPA.